# Lunch
Lunch är dagens andra måltid, eller ett mål mat som äts mitt på dagen. Ordet har använts i svenskan sedan cirka 1900.

## Namnhistorik
Det engelska lunch är en kortform av luncheon. Det har bildats efter ett dialektalt lunch eller lounge ('brödstycke', 'oststycke'), kombinerat med nuncheon (äldre engelska för 'lätt måltid'). Ursprunget för lounge kan vara spanskans "lonja" med betydelsen 'stort stycke bröd', 'smörgås'.[källa behövs]
Måltiden lunch kallades ursprungligen för middag, eftersom den intogs vid middag – mitt på dagen. Middag kom dock att skifta betydelse till att syfta på dagens största mål. Det engelska ordet lunch lånades in under sent 1800-tal, när middag allt oftare åts på kvällstid i städerna.
Ett alternativt namn på dagens andra måltid var, ända fram till 1940-talet, (andra) frukost. Jämför med danska, där morgenmad och frokost idag används för dagens första respektive andra måltid.
På den svenska landsbygden intogs dock huvudmålet mitt på dagen långt in på 1960-talet. Måltiderna benämndes morgonmat, frukost och kvällsmat på landsbygden. I södra Sverige kallas måltiden som serveras mitt på dagen fortfarande för middag. Måltiderna benämns frukost, middag och kvällsmat.

## Olika sorts luncher
Många restauranger, särskilt i industri- och kontorsområden, har särskilda luncherbjudanden. Det finns också många specialiserade lunchrestauranger som inte har öppet kvällstid. Lunchrestauranger har ofta en fast meny med olika huvudrätter för veckans olika dagar: dagens rätt ("dagens"). Också luncherbjudanden i vanliga restauranger är ofta begränsade till dagens rätt; en del lunchrestauranger serverar inte alls à la carte under lunchtid.
Ett annat lunchalternativ är egen matlåda.
I många länder har skolor egna kök, och skolmaten kan vara gratis. I en del länder är det vanligt att man köper lunchkuponger, som kan vara subventionerade. Liknande system kan finnas för studentrestauranger och personalmatsalar, de senare vanliga i synnerhet på arbetsplatser där vanliga restauranger inte finns inom räckhåll (fartyg, militärförläggningar m.m.).

## Källhänvisningar
1. 1 2 3  "lunch". NE.se. Läst 6 oktober 2014.